# Neal Stephenson

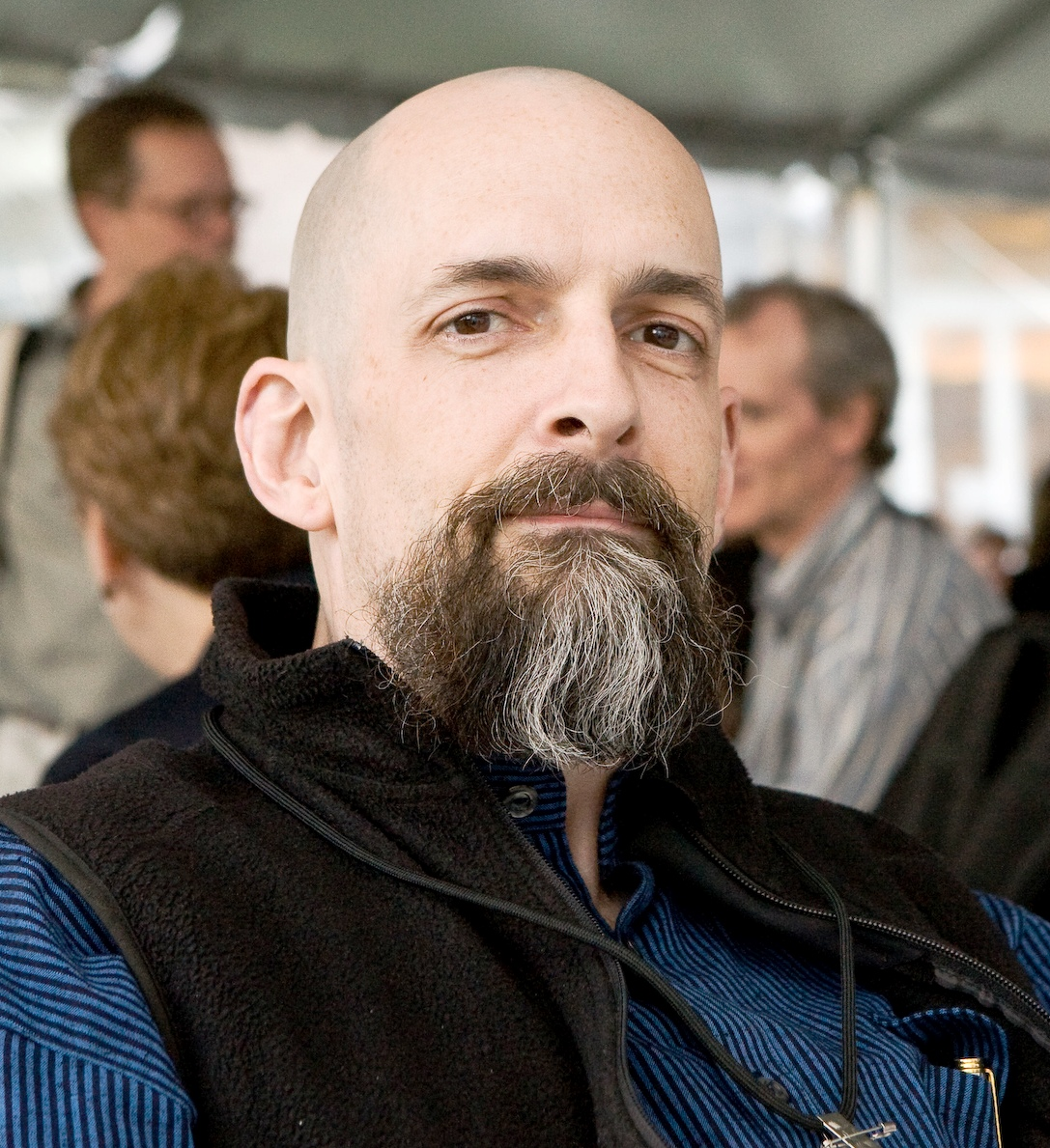
Neal Stephenson (2008)

Neal Town Stephenson (* 31. Oktober 1959 in Fort Meade, Maryland, USA) ist ein in Seattle lebender Schriftsteller. In seinen Science-Fiction-Romanen spiegeln sich seine Experimente mit neuen Medien wie virtueller Realität und dem World Wide Web wider. Er gilt deshalb als einer der Hauptvertreter des Cyberpunk. In seinem Werk Snow Crash prägte er den Begriff des Metaversums.

## Leben
Neal Stephenson stammt aus einer Familie von Ingenieuren und Naturwissenschaftlern. Seine Mutter arbeitete als Biochemikerin in einem Labor, sein Vater lehrte Elektrotechnik, die Großväter waren Professoren für Physik und Biochemie. 1960 zog die Familie mit ihm nach Champaign, Illinois, wo er bis 1966 aufwuchs. Danach lebte er in Ames, Iowa, und schloss dort 1977 die High School ab. Er studierte zuerst Physik, dann bis 1981 Geografie an der Boston University.
Er war zeitweise als Berater für das von Jeff Bezos gegründete private Raumfahrtunternehmen Blue Origin tätig und ist Mitbegründer der Softwarefirma Subutai Corporation. Von Dezember 2014 bis Juni 2020 war er Chief Futurist des US-amerikanischen Unternehmens Magic Leap.

## Werke
Oft mischen sich in Stephensons Büchern historische Elemente mit futuristischen Technikfantasien; so porträtiert er beispielsweise in The Diamond Age eine Gesellschaft, die sich hochentwickelter Nanotechnologie bedient, aber gesellschaftlich einem viktorianisch-puritanischen Rollenmodell huldigt. Seit Ende der 1990er Jahre widmet sich Stephenson historischen Stoffen, jedoch mit der Sensibilität eines Science-Fiction-Autors. Wie viele Autoren hält Stephenson wenig von strengen Genre-Abgrenzungen. Vordergründig sind Cryptonomicon und der Barock-Zyklus dem Genre des historischen Romans zuzuordnen, beide Werke sind jedoch gesättigt mit typischen SF-Motiven.
Sein Roman Snow Crash spielt in einem Amerika, das in unzählige Mininationen zersplittert ist, die als Franchiseunternehmen großer Konzerne betrieben werden, und das bis hin zu Polizei und Strafvollzug vollständig privatisiert wurde. Eine wichtige Rolle spielt dabei ein fortgeschrittenes System der virtuellen Realität, das mit einer florierenden Hacker-Kultur einhergeht. Weitere Bezüge bestehen zu der sumerischen Mythologie mit ihrem Gott Enki.
1995/1996 ging Stephenson im Auftrag des Magazins Wired auf Weltreise und erkundete als Hacker tourist die technischen, wirtschaftlichen und historischen Seiten der Verlegung von Seekabeln, anhand des Projektes Fiber-Optic Link Around the Globe. Sein Essay erschien im Dezember 1996 unter dem Titel Mother Earth – Mother Board. Einige der auf der Reise gemachten Erfahrungen brachte er in sein nächstes Buch ein.
Sein Cryptonomicon befasst sich in zwei Zeitsträngen (1940er und 1990er Jahre) mit dem Thema Kryptographie. Er verwebt hier die Lebensgeschichte von Lawrence Pritchard Waterhouse, einem fiktiven, an der Entschlüsselung der „Enigma“ beteiligten Mathematiker während des Zweiten Weltkriegs mit der Geschichte seines Enkels Randy Waterhouse, der in Südostasien einen Datenhafen errichten will. Eine zentrale Rolle im Roman spielen die Riemannsche ζ-Funktion sowie der von Bruce Schneier entworfene Verschlüsselungsalgorithmus Solitaire.
Die acht Romane des Barock-Zyklus wurden in den drei Bänden Quicksilver, Confusion und Principia veröffentlicht und spielen Mitte des 17. bis Anfang des 18. Jahrhunderts. Sie erzählen in mehreren Handlungssträngen die Geschichten des Mitglieds der Royal Society Daniel Waterhouse, der mehr durch Zufall in den Adelsstand aufsteigenden Ränkeschmiedin Eliza und des Vagabunden Jack Shaftoe und bieten eine umfangreiche Vorgeschichte der Familien, die auch in Cryptonomicon auftreten.
Die Epoche von 1655 bis 1714 wird von Stephenson mit vielschichtig und detailliert recherchiertem Hintergrundwissen mit ihren religiösen, politischen, gesellschaftlichen, wirtschaftlichen, kulturellen, wissenschaftlichen und technischen Umwälzungen auf insgesamt über 3000 Seiten in mehreren parallelen, miteinander verwobenen Handlungssträngen dargestellt. Insbesondere die Darstellung der Entstehung des modernen Finanzsystems (globaler Handel, Banken- und Börsenwesen) sind mehr als nur ein Romanhintergrund und erläutern noch immer aktuelle Mechanismen und Zusammenhänge.
Stephensons im Internet veröffentlichtes In the Beginning… Was the Command Line (auf Deutsch Die Diktatur des schönen Scheins. Wie grafische Oberflächen die Computernutzer entmündigen) ist im Gegensatz zu seinen anderen Werken kein Roman, sondern ein Essay über freie Software. Insbesondere werden die Betriebssysteme Mac OS, Linux, Windows und BeOS metaphorisch dargestellt.
Neal Stephensons Roman Anathem ist von den Ideen der Long Now Foundation beeinflusst.
Reamde (deutsch Error) ist ein Action-Roman, der ähnlich wie Cory Doctorows Roman For the Win vor dem Hintergrund eines fiktiven MMORPGs spielt. In Reamde dienen Computerspiele und -equipment allerdings lediglich als loser Rahmen für eine von detailreich beschriebenen Actionszenen geprägten Handlung. Der Text enthält anders als seine Romane wie Snow Crash oder Diamond Age kaum visionäre bzw. Science-Fiction-Elemente.
Seveneves (deutsch Amalthea) beschreibt das Überleben der Menschheit, nachdem der Mond zerbrochen ist und in Stücken auf die Erde stürzt und so die Erdoberfläche für Jahrtausende unbewohnbar macht. Ein Teil der Menschheit flüchtet in Weltraumstationen, ein Teil lebt unter der Erde und ein Teil passt sich an ein Leben unter Wasser an. Der Großteil des Romans befasst sich mit der fast vollständigen (Selbst)auslöschung der Weltraumflüchtlinge. Der zweite Teil spielt Jahrtausende später und beschreibt die Anfänge der Rückkehr der Weltraumbewohner auf die Erde und ihren Kontakt mit den (ihnen bisher unbekannten) anderen Menschengruppen. Alle drei Gruppen haben sich gesellschaftlich und/oder biologisch stark auseinanderentwickelt.

## Preise und Auszeichnungen
- 1996: Hugo Award und Locus Award, für den Roman The Diamond Age
- 2000: Prix Ars Electronica, für In the Beginning… was the Command Line
- 2000: Locus Award, für den Roman Cryptonomicon
- 2004: Arthur C. Clarke Award, für den Roman Quicksilver
- 2005: Locus Awards, für die Romane The Confusion und The System of the World
- 2005: Prometheus Award, für den Roman The System of the World
- 2009: Locus Award, für den Roman Anathem
- 2016: Kurd-Laßwitz-Preis („Bestes ausländisches Werk“), für den Roman Amalthea
- 2016: Prometheus Award, für den Roman Seveneves
- 2018: Robert A. Heinlein Award

## Veröffentlichungen

### Romane
- The Big U, Vintage Books 1984, ISBN 0-394-72362-7
  - Big U, Bellheim : Ed. Phantasia 2004, Übersetzer Joachim Körber, ISBN 3-924959-69-2
- Zodiac: The Eco-Thriller, Atlantic Monthly Press 1988, ISBN 0-87113-181-1
  - Volles Rohr, Goldmann 1989, Übersetzer Götz Pommer, ISBN 3-442-30359-1
- Snow Crash, Bantam Spectra 1992, ISBN 0-553-35192-3
  - Snow Crash, Goldmann 1994, Übersetzer Joachim Körber, ISBN 3-442-42450-X
- Interface, Bantam Books 1994, ISBN 0-553-37230-0 (als Stephen Bury, mit J. Frederick George)
- The Diamond Age, Bantam Spectra 1995, ISBN 0-553-09609-5
  - Diamond Age. Die Grenzwelt, Goldmann 1996, Übersetzer Joachim Körber, ISBN 3-442-41585-3 (Übertr. des Gedichts "Der Rabe" von Samuel Taylor Coleridge (1798) von Jochen Stremmel)
- The Cobweb, Bantam Books 1996, ISBN 0-553-37828-7 (als Stephen Bury, mit J. Frederick George)
- Cryptonomicon, Avon Books 1999, ISBN 0-380-97346-4
  - Cryptonomicon, Goldmann 2001, Übersetzer Juliane Gräbener-Müller und Nikolaus Stingl, ISBN 3-442-54529-3
- The Baroque Cycle/Barock-Zyklus
  - Quicksilver, William Morrow / HarperCollins 2003, ISBN 0-380-97742-7
    - Quicksilver, Übersetzer Juliane Gräbener-Müller und Nikolaus Stingl, Goldmann 2004, ISBN 3-442-54568-4

  - The Confusion, William Morrow / HarperCollins 2004, ISBN 0-06-052386-7
    - Confusion, Goldmann 2006, Übersetzer Juliane Gräbener-Müller und Nikolaus Stingl, ISBN 3-442-54604-4

  - The System of the World, William Morrow / HarperCollins 2004, ISBN 0-06-052387-5
    - Principia, Manhattan 2008, Übersetzer Juliane Gräbener-Müller und Nikolaus Stingl, ISBN 978-3-442-54607-7
- Anathem, William Morrow / HarperCollins 2008, ISBN 978-0-06-147409-5
  - Anathem, Manhattan 2010, Übersetzer Juliane Gräbener-Müller und Nikolaus Stingl, ISBN 978-3-442-54660-2
- Reamde, William Morrow / HarperCollins 2011, ISBN 978-0-06-210642-1
  - Error, Manhattan 2012, Übersetzer Juliane Gräbener-Müller und Nikolaus Stingl, ISBN 978-3-442-54692-3
- Seveneves, William Morrow / HarperCollins 2015, ISBN 978-0-06-219037-6
  - Amalthea, Manhattan 2015, Übersetzer Juliane Gräbener-Müller und Nikolaus Stingl, ISBN 978-3-442-54762-3
- The Rise and Fall of D.O.D.O., William Morrow 2017, ISBN 978-0-06-240916-4 (mit Nicole Galland)
  - Der Aufstieg und Fall des D.O.D.O., Goldmann 2018, Übersetzerin Juliane Gräbener-Müller, ISBN 978-3-442-31490-4
- Fall or, Dodge in Hell, HarperLuxe 2019, ISBN 978-0-06-288746-7
  - Corvus, Goldmann 2021, Übersetzerin Juliane Gräbener-Müller, ISBN 978-3-442-31542-0
- Termination Shock: A Novel, William Morrow 2021, ISBN 978-0-06-302805-0
  - Termination Shock, Goldmann 2023, Übersetzerin Juliane Gräbener-Müller und Tobias Schnettler, ISBN 978-3-442-31681-6
- Bomb Light
  - Polostan, William Morrow / HarperCollins 2024, ISBN 978-0-062-33449-7

#### The Foreworld Saga
Gemeinsam mit Erik Bear, Greg Bear, Joseph Brassey, Nicole Galland, Cooper Moo und Mark Teppo
- The Mongoliad: Book One, 47North 2012, ISBN 978-1-61218-236-0
  - Die Mongoliade – Band 1, AmazonCrossing 2013, Übersetzer Jonas M. Jarr, ISBN 978-1-4778-0877-1
- The Mongoliad: Book Two, 47North 2012, ISBN 978-1-61218-237-7
- The Mongoliad: Book Three, 47North 2013, ISBN 978-1-61218-238-4

### Kurzgeschichten
- Spew (1994)
- The Great Simoleon Caper (1995)
- Jipi and the Paranoid Chip (1997)
- Crunch (1998)
- Atmosphæra Incognita (2013) – (englische Einzelausgabe 2019 bei Subterranean Press, ISBN 978-1-59606-919-0)[7]

### Essays und Sachbücher
- Mother Earth – Mother Board.[4]
- In the Beginning… was the Command Line, Avon Books 1999, ISBN 0-380-81593-1
  - Die Diktatur des schönen Scheins : wie grafische Oberflächen den Computernutzer entmündigen, Goldmann 2002, Übersetzerin Juliane Gräbener-Müller, ISBN 3-442-15177-5
- Some Remarks: Essays and Other Writing, William Morrow / HarperCollins 2012, ISBN 978-0-06-202443-5

### Hörspiel
Gemeinsam mit Austin Grossman und Sean Stewart
- New Found Land: The Long Haul. Audible, 2021, 8 Std. 37 Min., ISBN 978-1-7136-4575-7[8]